# Deer Hunter
Deer Hunter (originaltitel: The Deer Hunter;  svensk titel i Finland: Hjortjägaren) är en amerikansk film från 1978 i regi av Michael Cimino. Robert De Niro spelar huvudrollen. Filmens berättelse, som handlar om tre soldaters liv kring Vietnamkriget, har tagit inspiration från romanen Kamrater av Erich Maria Remarque (vars handling kretsar kring första världskriget i 1920-talets Tyskland).
Filmen hade premiär den 8 december 1978 och svensk premiär 3 mars 1979 på biografen Astoria i Stockholm. Den blev första filmen att i Sverige visas i Dolby Stereo. Deer Hunter tilldelades fem av nio Oscarsstatyetter, för bästa film, bästa regi, bästa manliga biroll (Christopher Walken), bästa ljud och bästa klippning. Resterande nomineringar var för bästa manliga huvudroll (Robert De Niro), bästa kvinnliga biroll (Meryl Streep), bästa originalmanus och bästa foto.

## Handling
Några kompisar arbetar inom en stålindustri i USA. Filmen handlar om kompisarnas liv före, under och efter deras tjänstgöring i Vietnamkriget. Michael "Mike" Vronsky (Robert De Niro) är kompisgängets ledarfigur. Deras liv och hela det lilla samhället förändras av upplevelserna i Vietnam. Under Vietnamvistelsen tas de till fånga av Vietcong och tvingas spela rysk roulette i fånglägret.

## Rollista
| Robert De Niro     | – Michael "Mike" Vronsky       |
| John Cazale        | – Stanley "Stosh"              |
| John Savage        | – Steven Pushkov               |
| Meryl Streep       | – Linda                        |
| Christopher Walken | – Nikanor "Nick" Chevotarevich |
| George Dzundza     | – John Welsh                   |
| Shirley Stoler     | – Stevens mor                  |
| Chuck Aspegren     | – Peter "Axel" Axelrod         |
| Rutanya Alda       | – Angela Ludhjduravic-Pushkov  |
| Joe Grifasi        | – Orkesterledare               |

## Om filmen
Filmen utspelar sig i Clairton vid Monongahela River söder om Pittsburgh i Pennsylvania. Den filmades även i Cleveland och Mingo Junction i Ohio. Jaktscenerna filmades i North Cascades nationalpark i delstaten Washington.